# 红带华蜗牛
红带华蜗牛（学名：Cathaica pyrrhozona）为巴蜗牛科华蜗牛属的动物。目前仅知的分布范围是中国大陆的上海、山东，分布范围至今未知，之前被认为是分布广泛于中国的，生活环境为陆地，多人工环境。。
红带华蜗牛在2023年之前的鉴定都是不可知的，因为外形上他和条华蜗牛贝壳上完全分辨不出来，只能通过解剖和分子手段，这个物种具有一个基附矢囊而不是像条华蜗牛一样的两个基附矢囊。